# Breuvannes-en-Bassigny
Breuvannes-en-Bassigny är en kommun i departementet Haute-Marne i regionen Grand Est (tidigare regionen Champagne-Ardenne) i nordöstra Frankrike. Kommunen ligger i kantonen Clefmont som tillhör arrondissementet Chaumont. År 2022 hade Breuvannes-en-Bassigny 652 invånare.

## Befolkningsutveckling
Antalet invånare i kommunen Breuvannes-en-Bassigny
| Referens: INSEE |